# Fòrum de Periodistes etiòpics
Fòrum de Periodistes etiòpics, en anglès Ethiopian Journalists Forum, (EJF) és una associació de periodistes independent a Etiòpia dissolta el 24 de juny de 2014 pel govern. L'associació va ser fundada el 30 de gener de 2014 en Addis Ababa pels periodistes preocupats pel deteriorament de la llibertat de premsa i la llibertat d'expressió al país. El seu objectiu era per protegir i promoure la llibertat d'expressió i la llibertat de premsa.
Des dels seus inicis, l'EJF va està vigilada pel govern i altres associacions de periodistes. L'associació va ser acusada de treballar amb poders estrangers i organitzacions de drets humans i la va prohibir als grups etíops per provocar la violència i comletre el terrorisme al país. Els seus líders van ser sotmesos a assetjament i amenaces, i finalment van ser obligats a fugir del país.
La llibertat d'assemblea i associació és garantida per la Constitució de Etiòpia de 1995, així com la llibertat dels mitjans de comunicació i l'accés a la informació. La proclamació d'Etiòpia també diu: "Els periodistes tenen dret a organitzar-se en associacions professionals de la seva elecció". Tanmateix, el govern limita el dret a la pràctica.